# Segundo Gobierno Núñez Feijóo
El Segundo Gobierno de Núñez Feijóo (gallego: Segundo Goberno Feijóo) es el gobierno autónomo de Galicia entre el 3 de diciembre de 2012 y el 14 de noviembre de 2016, durante la IX legislatura del Parlamento de Galicia.
Está liderado por el conservador Alberto Núñez Feijóo, tras la victoria del PP con mayoría absoluta en las elecciones parlamentarias. Sucedió al gobierno de Feijóo I y cedió el poder al tercer gobierno de Feijóo, tras la nueva victoria del PP en las elecciones de 2016.

## Historia
Este gobierno está encabezado por el presidente conservador saliente de la Junta de Galicia, Alberto Núñez Feijóo. Está formado y apoyado por el Partido Popular (PP). Solo tiene 41 diputados de 75, o el 54,7% de los escaños del Parlamento.
Se formó tras las elecciones parlamentarias del 21 de octubre de 2012.
Sucede, por tanto, al Gobierno de Feijóo I, también constituido y apoyado únicamente por el Partido Popular.

### Formación
Tras una reunión extraordinaria del consejo de gobierno, Alberto Núñez Feijóo indicó el 27 de agosto de 2012 que tenía intención de disolver el Parlamento y organizar elecciones anticipadas el 21 de octubre siguiente, el mismo día de las elecciones al Parlamento Vasco. La votación parlamentaria supuso una clara victoria para el Partido Popular, que eligió 41 diputados de 75, tres mandatos más que en la legislatura saliente.
El 29 de noviembre siguiente, Alberto Núñez Feijóo obtuvo la investidura del Parlamento para una segunda legislatura por 41 votos a favor contra 34. Prestó juramento dos días después, en la sede del Parlamento, en presencia del vicepresidente del Gobierno español, Soraya Sáenz de Santamaría. Preside la toma de posesión de su segundo gabinete, integrado todavía por ocho miembros y que incluye como único nuevo integrante al Consejero Económico Francisco Conde, el próximo 35 de diciembre.

### Evolución
Tras el nombramiento de Agustín Hernández como nuevo alcalde de Santiago de Compostela, Alberto Núñez Feijóo organizó el 18 de junio de 2014 la primera alteración en la composición del gobierno autonómico, nombrando a la directora de la Agencia de Infraestructuras, Ethel Vázquez, como Consejera de Medio Ambiente, Territorio e Infraestructuras.
El Presidente de la Junta llevó a cabo una primera reorganización de su ejecutiva el 10 de febrero de 2015, destituyendo de sus cargos a la Consejera de Hacienda Elena Muñoz y al Consejero de Educación Jesús Vázquez Abad , candidatos del Partido Popular en las elecciones municipales. elecciones en Vigo y Orense, respectivamente. Los reemplazó por Valeriano Martínez García , hasta entonces secretario general de la Presidencia, y Román Rodríguez González , diputado y teniente de alcalde de Lalín.
El 5 de octubre siguiente, Alberto Núñez Feijóo anunció de forma totalmente inesperada una importante reorganización del Gobierno, la más importante desde su llegada al poder en 2009, que aumentó de ocho a diez el número de consejerías al separar la mega consejería de Medio Ambiente en dos entidades distintas y dividiendo de nuevo el departamento del Mundo Rural y del Mar, mientras que la consejería de Trabajo pierde su competencia sobre empleo en favor del departamento de Economía y toma el título de departamento de política social. Se incorporan a la Junta los alcaldes de Bayona, Jesús Vázquez Almuíña, y Mellid, Ángeles Vázquez Mejuto, así como el exalcalde de Ferrol, José Manuel Rey Varela.

## Composición
| | |                                                                         |                                                                                            |  |
| Segundo Gobierno de Alberto Núñez Feijóo                                                                      | |                                                                         |                                                                                            |  |
| 3 de diciembre de 2012 - 14 de noviembre de 2016                                                              | |                                                                         |                                                                                            |  |
| | Partido Popular de Galicia                                                                                    |                                                                         |                                                                                            |  |
| | Independiente                                                                                                 |                                                                         |                                                                                            |  |
| Presidente | Presidente |                                                                         | Alberto Núñez Feijóo 3 de diciembre de 2012-14 de noviembre de 2016                        |  |
| Vicepresidente Presidencia, Administraciones Públicas y Justicia                                              | Vicepresidente Presidencia, Administraciones Públicas y Justicia                                              |                                                                         | Alfonso Rueda Valenzuela 3 de diciembre de 2012-14 de noviembre de 2016                    |  |
| Hacienda | Hacienda |                                                                         | Elena Muñoz Fonteriz 3 de diciembre de 2012-10 de febrero de 2015                          |  |
| Hacienda | Hacienda | Valeriano Martínez García 10 de febrero de 2015-14 de noviembre de 2016 |                                                                                            |  |
| Medio Ambiente, Territorio e Infraestructuras (2012-2015) Medio Ambiente y Ordenación Territorial (2015-2016) | Medio Ambiente, Territorio e Infraestructuras (2012-2015) Medio Ambiente y Ordenación Territorial (2015-2016) |                                                                         | Agustín Hernández Fernández de Rojas 3 de diciembre de 2012-18 de junio de 2014            |  |
| Medio Ambiente, Territorio e Infraestructuras (2012-2015) Medio Ambiente y Ordenación Territorial (2015-2016) | Medio Ambiente, Territorio e Infraestructuras (2012-2015) Medio Ambiente y Ordenación Territorial (2015-2016) | Ethel Vázquez Mourelle 18 de junio de 2014-5 de octubre de 2015         |                                                                                            |  |
| Medio Ambiente, Territorio e Infraestructuras (2012-2015) Medio Ambiente y Ordenación Territorial (2015-2016) | Medio Ambiente, Territorio e Infraestructuras (2012-2015) Medio Ambiente y Ordenación Territorial (2015-2016) | Beatriz Mato Otero 5 de octubre de 2015-14 de noviembre de 2016         |                                                                                            |  |
| Economía e Industria (2012-2015) Economía, Empleo e Industria (2012-2015)                                     | Economía e Industria (2012-2015) Economía, Empleo e Industria (2012-2015)                                     |                                                                         | Francisco Conde López (hasta el 18/06/2014) 3 de diciembre de 2012-14 de noviembre de 2016 |  |
| Infraestructura y Vivienda                                                                                    | Infraestructura y Vivienda                                                                                    |                                                                         | Ethel María Vázquez Mourelle 5 de octubre de 2015-14 de noviembre de 2016                  |  |
| Educación, Cultura y Ordenación Universitaria                                                                 | Educación, Cultura y Ordenación Universitaria                                                                 |                                                                         | Jesús Vázquez Abad 3 de diciembre de 2012-10 de febrero de 2015                            |  |
| Educación, Cultura y Ordenación Universitaria                                                                 | Educación, Cultura y Ordenación Universitaria                                                                 | Román Rodríguez González 10 de febrero de 2015-14 de noviembre de 2016  |                                                                                            |  |
| Sanidad | Sanidad |                                                                         | Rocío Mosquera 3 de diciembre de 2012-5 de octubre de 2015                                 |  |
| Sanidad | Sanidad | Jesús Vázquez Almuiña 5 de octubre de 2015-14 de noviembre de 2016      |                                                                                            |  |
| Política Social                                                                                               | Política Social                                                                                               |                                                                         | José Manuel Rey Varela 5 de octubre de 2015-14 de noviembre de 2016                        |  |
| Trabajo y Bienestar                                                                                           | Trabajo y Bienestar                                                                                           |                                                                         | Beatriz Mato Otero 3 de diciembre de 2012-5 de octubre de 2015                             |  |
| Trabajo y Bienestar                                                                                           | Trabajo y Bienestar                                                                                           | En octubre de 2015 desaparece el cargo.                                 |                                                                                            |  |
| Medio Rural y Mar (2012-2015) Mar (2015-2016)                                                                 | Medio Rural y Mar (2012-2015) Mar (2015-2016)                                                                 |                                                                         | Rosa Quintana Carballo 3 de diciembre de 2012-14 de noviembre de 2016                      |  |
| Medio Rural                                                                                                   | Medio Rural                                                                                                   |                                                                         | Ángeles Vázquez Mejuto 5 de octubre de 2015-14 de noviembre de 2016                        |  |